# Charles Hitchcock Adams
Charles Hitchcock Adams (Belmont, 25 maggio 1868 – 8 agosto 1951) è stato un astronomo statunitense dilettante.

## Biografia
Nacque a Belmont, in California, figlio di William e Cassandra Adams ed ultimo di cinque figli. Entrò all'Università della California nel 1886, dove studiò chimica. Durante il secondo anno, tuttavia, gli affari di suo padre crollarono, e Charles fu costretto ad abbandonare l'università.
In seguito si occupò delle proprietà della sua famiglia, e divenne un assicuratore. Per qualche tempo fu anche un pastore protestante per una associazione di cui, nel 1917, divenne segretario esecutivo, e di cui rimase a capo fino al 1940. Lo stato sociale della sua famiglia migliorò in maniera notevole.
Dopo aver comprato un telescopio da tre pollici, coltivò l'hobby dell'osservazione stellare, fino a quando entrò a far parte della Società Astronomica del Pacifico. Nel 1925 divenne segretario tesoriere dell'organizzazione, e rimase in carica fino al ritiro nel 1950.
Charles fu sposato con Olive Bray, da cui ebbe Ansel Adams, un celebre fotografo. Sua moglie Olive morì nel 1950 dopo una malattia che l'aveva resa invalida.
Il cratere Adams sulla Luna porta il suo nome.